# Newt Gingrich
Newton Leroy ”Newt” Gingrich [ˈnuːt ˈɡɪŋɡrɪtʃ], ursprungligen McPherson, född 17 juni 1943 i Harrisburg i Pennsylvania, är en amerikansk politiker (republikan), historiker och författare.
Gingrich var kongressledamot i USA:s representanthus mellan åren 1979–1999, inklusive talman från 1995 till sin avgång. Gingrich utsågs till Person of the Year av Time 1995 för att ha lyckas åstadkomma majoritet för Republikanerna i representanthuset i mellanårsvalet 1994 för första gången på 40 år liksom politiska framgångar och reformer därefter. Han kandiderade i republikanernas primärval inför presidentvalet 2012, men förlorade till Mitt Romney.

## Biografi
Newt Gingrich föddes i Harrisburg i Pennsylvania 1943 av två tonårsföräldrar och tillbringade de flesta av sina barndomsår på militärbaser i Europa och USA. Han avlade kandidatexamen i historia vid Emory University 1965. Därefter fortsatte han att studera historia på avancerad nivå och disputerade senare i europeisk historia vid Tulane University 1971. I samband med författandet av sin avhandling Belgian Education Policy in the Congo 1945–1960 tillbringade  han åren 1969–1970 i Bryssel för forskning. Under resten av 1970-talet var han verksam som docent i historia och vid West Georgia College.
Gingrich uppfostrades som lutheran och blev senare baptist under tiden vid universitetet. Han konverterade därefter officiellt till katolicismen efter att ha sett påve Benedictus XVI under ett besök i USA.

## Politisk karriär

### 1970- och 1980-talet

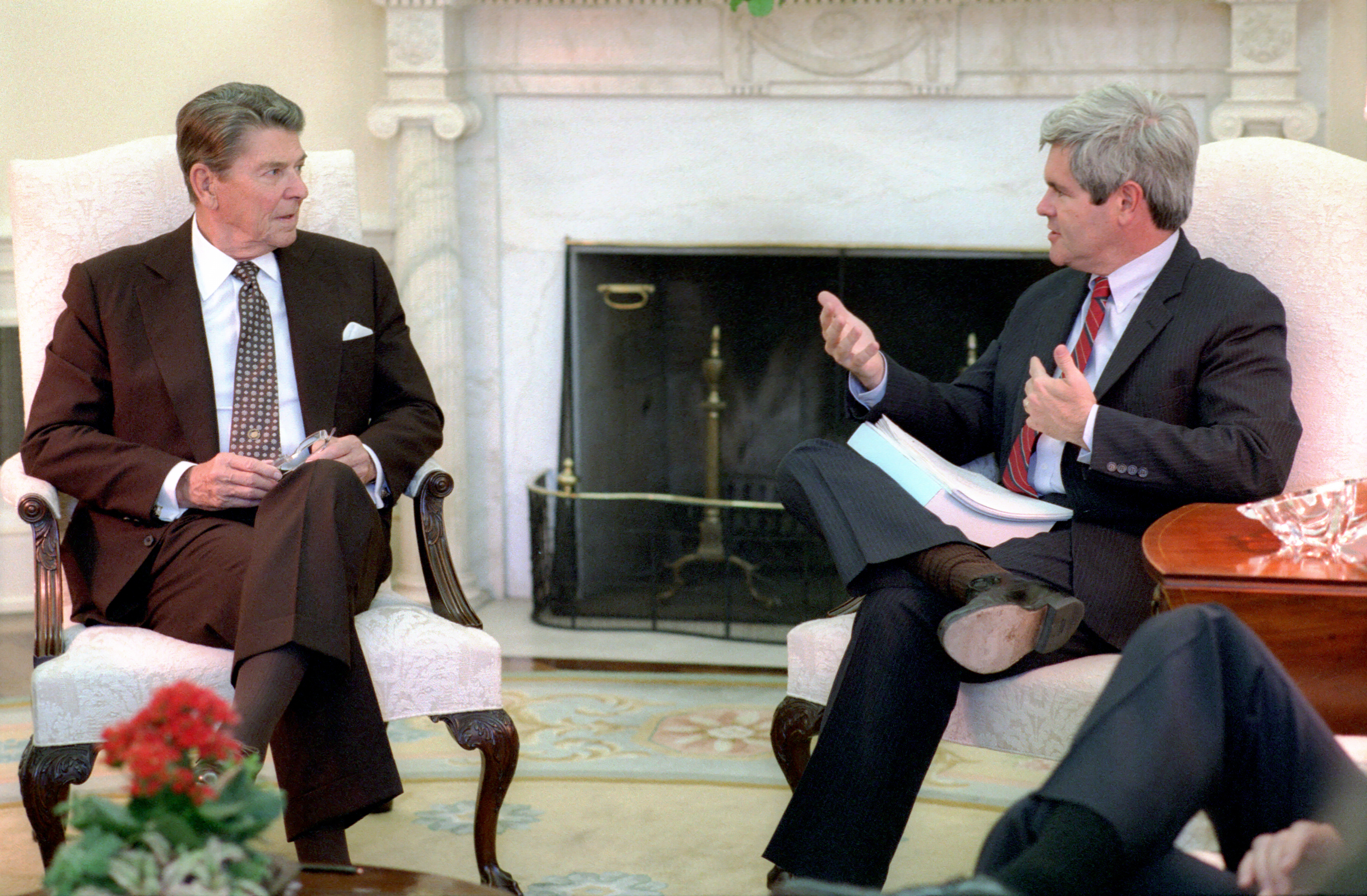
Gingrich under ett möte i Ovala rummet med USA:s president Ronald Reagan, 1985.

Gingrich gjorde två misslyckade försök att bli kongressledamot 1974 och 1976, innan han 1978 lyckades bli invald i USA:s representanthus som representant för delstaten Georgia. I kongressen deltog han i grundandet av Conservative Opportunity Society, en mindre grupp av unga republikaner som förespråkade en skarpt konfrontationell linje gentemot den demokratiska majoriteten. Conservative Opportunity Societys medlemmar specialiserade sig på att hålla ideologiskt laddade tal i representanthuset riktade till de nyinflyttade TV-kamerorna. 
Gingrich blev känd när han 1987 anklagade den demokratiska talmannen Jim Wright för oetiskt agerande och på så sätt skapade den våg av protester som skulle tvinga honom att avgå. Gingrichs stil gjorde honom ännu mer populär bland de yngre republikanerna, som 1989 utsåg honom till minority whip, ungefär biträdande gruppledare.

### 1990-talet

Talmannen Newt Gingrich i budgetförhandling med USA:s president Bill Clinton i Vita huset, 30 december 1995.

Inför valet 1994 författade Gingrich tillsammans med Dick Armey kampanjboken A Contract with America, som summerade de republikanska tankarna och utlovade att inom 100 dagar efter ett republikanskt övertagande av representanthuset driva igenom tio republikanska nyckelfrågor. Kampanjboken innehåller bland annat stora delar av Ronald Reagans tal till USA:s samlade kongress 1985. Kampanjen med A Contract with America gav republikanerna majoriteten i representanthuset för första gången på 40 år, och Gringrich utsågs till representanthusets talman. Detta samtidigt som Bob Dole blev gruppledare för den republikanska senatorsmajoriteten. Detta ledde till stora svårigheter för USA:s dåvarande president Bill Clinton (demokrat), då hans budgetförslag inte blev godkända i någon av kamrarna. Clinton kunde å sin sida lägga in veto mot republikanernas utlovade motioner om omfattande skattesänkningar, en av de tyngsta nyckelpunkterna i Gingrichs program, vilket anses ha bidragit till att Dole misslyckades vinna presidentposten i presidentvalet 1996. Gingrich utsågs till Person of the Year av Time 1995 för sin roll i att bryta demokraternas dominans i representanthuset.
1998 valde Gringrich att lämna både posten som talman och sin stol i representanthuset efter en våg av republikanska förluster i kongressvalet samma år. Han efterträddes av Dennis Hastert. Republikanerna skulle emellertid inte förlora den majoritet de vunnit 1994 förrän i kongressvalen 2006, då demokraterna återtog både senaten och representanthuset.

### 2000-talet
Under 2000-talet har Gingrich bland annat arbetat som politisk analytiker på tv-kanalen FOX News Channel, är VD för sin PR-firma Gingrich Group samt är ansluten som docent i historia vid American Enterprise Institution och Hoover Institution vid Stanford University.
Gingrich fördes även fram som möjlig republikansk presidentkandidat 2008, efter att hans bok Winning the Future – A 21st Century Contract with America fick ett gott mottagande bland republikaner. Den 29 september 2007 meddelade dock hans talesman att Gingrich bestämt sig för att inte kandidera.

### Presidentkampanjen 2012
Efter det republikanska nederlaget i presidentvalet 2008 nämndes Gingrich återigen som potentiell republikansk utmanare till USA:s dåvarande president Barack Obama i presidentvalet 2012. Den 11 maj 2011 offentliggjorde Gingrich sin kandidatur, trots sin relativt höga ålder och långa frånvaro från den aktiva politiken. Även om talmansposten har betydande prestige hade ingen kongressledamot, eller före detta som inte senare varit senator eller guvernör, vunnit presidentposten sedan James Garfield (som nyss valts till, men inte tillträtt som senator) 1880. 
Trots att han allmänt betraktades som en moderat orienterad republikan på det sociala området, har han profilerat sig som tydligt konservativ i ett flertal frågor. Bland annat har han tydligt tagit avstånd från homosexuella äktenskap och partnerskap, medan hans yngre syster är öppet lesbisk och leder en av USA:s största intresseorganisationer för HBT-personer. I ekonomiska frågor är han tydligt högerinriktad och var drivande i frågan om stora skattesänkningar under tiden som talman. Han har, till skillnad från republikaner som George W. Bush och John McCain, motsatt sig det federala räddningspaketet om 700 miljarder dollar. Han har i en av sina många böcker beskrivit illegal invandring som ett av USA:s fem största problem. Gingrich är positiv till att tron ska spela en roll i det offentliga rummet och anser att USA har blivit alltför sekulariserat.
Efter förlust i primärvalet i Delaware avslutade Gingrich sin presidentkampanj den 2 maj 2012. Gingrich gav i samband med detta också sitt officiella stöd till kandidaten Mitt Romney, som senare vann primärvalen och blev republikanernas presidentkandidat.

### 2010-talet

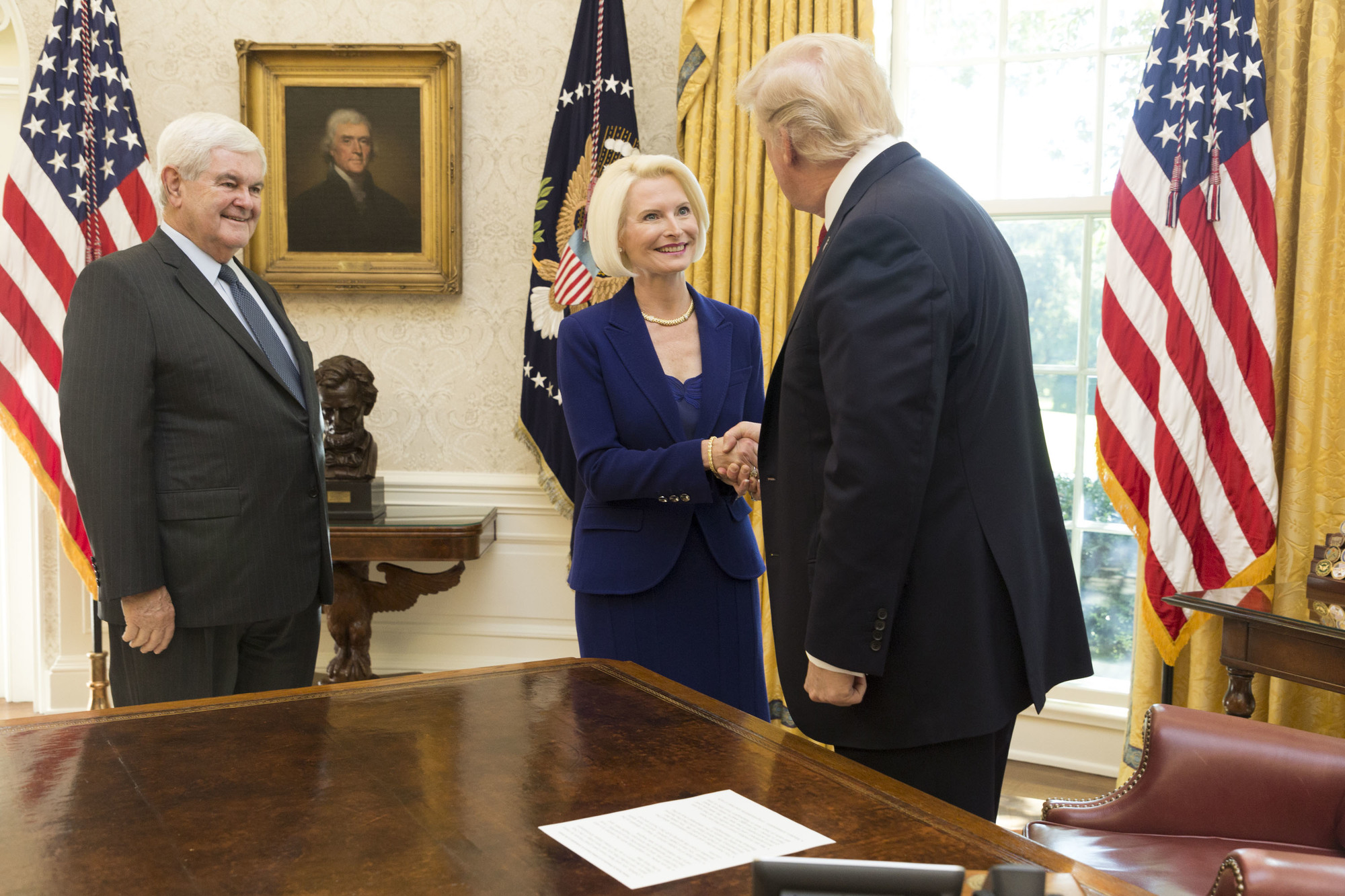
Newt Ginrich och hustrun Callista i Ovala rummet med USA:s president Donald Trump, i samband med att hustrun svors in som USA:s ambassadör till Heliga stolen, 24 oktober 2017.

Under slutet av republikanernas primärval, och senare i presidentvalet 2016 stöttade Gingrich kandidaten Donald Trump. Gingrich ska ha varit en av topp tre bland Trumps val av vicepresident. Trumps slutliga val föll dock på Mike Pence. Efter att Trump senare vann presidentvalet spekulerades det om huruvida Gingrich skulle få en plats i Trumps kabinett. Gingrich beslutade dock att han inte ville ha en plats i kabinetten.

## Författare
Gingrich är förutom på det politiska området även en brett utgiven författare av ett flertal historiska romaner, som han i huvudsak författat sedan 1995 tillsammans med William R. Forstchen. Huvudtema i ett flertal av böckerna är andra världskriget, kalla kriget och nordamerikanska inbördeskriget, ett flertal av dem skrivna som historisk fiktion med ändrat händelseförlopp.
Gingrich har även varit en aktiv amatörrecensent av böcker för Amazon.com, särskilt inom militärhistoria och spionromaner.

## Övriga intressen
- Filmproduktion. Gingrich driver sedan 2007 Gingrich Productions tillsammans med sin fru Callista Gingrich. De har gjort tre filmer om religion,[10] en om energi, en om Ronald Reagan och en om hotet från radikal islam. Samtliga filmer var samproduktioner med den konservativa gruppen Citizens United.
- Rymden. Gingrich utvecklade ett stort intresse för utforskning av rymden under rymdkapplöpningen.[15] Han anser att USA ska sträva efter nya rymdprojekt, exempelvis rymdkolonisering.[16] Han förespråkar att den privata sektorn ska driva utvecklingen snarare än NASA.[17]
- Dinosaurier. Gingrich är en hängiven dinosauriefantast.[18]